# Une lettre de Lord Chandos
 (août 2024).
La mise en forme du texte ne suit pas les recommandations de Wikipédia : il faut le « wikifier ».
Les points d'amélioration suivants sont les cas les plus fréquents. Le détail des points à revoir est peut-être précisé sur la page de discussion.
- Les titres sont pré-formatés par le logiciel. Ils ne sont ni en capitales, ni en gras.
- Le texte ne doit pas être écrit en capitales (les noms de famille non plus), ni en gras, ni en italique, ni en « petit »…
- Le gras n'est utilisé que pour surligner le titre de l'article dans l'introduction, une seule fois.
- L'italique est rarement utilisé : mots en langue étrangère, titres d'œuvres, noms de bateaux, etc.
- Les citations ne sont pas en italique mais en corps de texte normal. Elles sont entourées par des guillemets français : « et ».
- Les listes à puces sont à éviter, des paragraphes rédigés étant largement préférés. Les tableaux sont à réserver à la présentation de données structurées (résultats, etc.).
- Les appels de note de bas de page (petits chiffres en exposant, introduits par l'outil «  Source ») sont à placer entre la fin de phrase et le point final[comme ça].
- Les liens internes (vers d'autres articles de Wikipédia) sont à choisir avec parcimonie. Créez des liens vers des articles approfondissant le sujet. Les termes génériques sans rapport avec le sujet sont à éviter, ainsi que les répétitions de liens vers un même terme.
- Les liens externes sont à placer uniquement dans une section « Liens externes », à la fin de l'article. Ces liens sont à choisir avec parcimonie suivant les règles définies. Si un lien sert de source à l'article, son insertion dans le texte est à faire par les notes de bas de page.
- La présentation des références doit suivre les conventions bibliographiques. Il est recommandé d'utiliser les modèles {{Ouvrage}}, {{Chapitre}}, {{Article}}, {{Lien web}} et/ou {{Bibliographie}}. Le mode d'édition visuel peut mettre en forme automatiquement les références.
- Insérer une infobox (cadre d'informations à droite) n'est pas obligatoire pour parachever la mise en page.

Pour une aide détaillée, merci de consulter Aide:Wikification.
Si vous pensez que ces points ont été résolus, vous pouvez retirer ce bandeau et améliorer la mise en forme d'un autre article.
Une lettre de Lord Chandos (Ein Brief ou Ein Brief des Lords Chandos an Francis Bacon en allemand) est une œuvre en prose de l’écrivain autrichien Hugo von Hofmannsthal (1874-1929). Rédigée durant l’été 1902, elle a été publiée en deux parties les 18 et 19 octobre 1902 dans le journal berlinois Der Tag. Sous la forme d'une lettre datée d'août 1603, adressée à Francis Bacon par un écrivain nommé Philippe lord Chandos (personnage fictif), le texte témoigne de la dissolution de la parole et de l'enfoncement de l'individu dans le désordre et le flot indistinct des choses que le langage humain ne peut réellement définir.
Les thématiques au cœur de cette lettre sont la critique du langage en tant que moyen d’expression et la recherche d'une nouvelle forme d'expression littéraire. La Lettre de Chandos est considérée comme l'un des ouvrages les plus importants de la crise culturelle du tournant du siècle. Le texte constitue également l'un des documents fondateurs du modernisme littéraire, qui voit dans la « purification du langage » une possibilité de s'échapper des illusions de la langue de tous les jours.

## Sommaire
Philippe lord Chandos, fils cadet du comte de Bath, écrit à son ancien mentor Francis Bacon pour lui faire part de la crise qu'il traverse et justifier son abandon définitif de l'activité littéraire. La lettre s'ouvre sur un résumé des exploits du jeune homme, mais se transforme rapidement en portrait de son état d'esprit.
Chandos déclare avoir perdu la capacité de se prononcer sur des questions d'ordre théorique, moral ou philosophique. Il se tourne alors vers les classiques, plus précisément les œuvres de Cicéron et de Sénèque, pour tenter de surmonter son malaise littéraire, mais il ne parvient pas à les comprendre et son état ne cesse de se dégrader.

Chandos explique qu'il connaît parfois des moments de plénitude, lorsque des révélations sur la vie et la nature des choses lui viennent à l'esprit, mais ces moments sont brefs et, une fois passés, Chandos est incapable d'exprimer les idées découvertes quelques instants plus tôt. Chandos se sent parfois sur le point de se rétablir lorsque des réflexions commencent à prendre forme dans son esprit, mais comme les épiphanies, ces pensées se perdent rapidement – d'où son incapacité à écrire. Il en résulte un homme désemparé qui se désole de ses capacités perdues et se jure de ne plus jamais écrire dans aucune langue.
la langue dans laquelle il me serait donné peut-être, non seulement d'écrire, mais de penser, n'est ni le latin, ni l'anglais, ni l'italien, ni l'espagnol, mais une langue dont pas un mot ne m'est connu, une langue que me parlent les choses muettes et dans laquelle je devrais peut-être un jour, du fond de la tombe, me justifier devant un juge inconnu.

## Analyses
Comme le documente le spécialiste de la littérature allemande Rudolf Helmstetter, les nombreuses analyses du texte d'Hofmannsthal tournent principalement autour des questions de crise linguistique. En fait, le thème de la crise linguistique couvre une part si importante de la recherche qu'en 2002, les organisateurs de la conférence commémorative de la Lettre de Chandos organisée par la Hugo von Hofmannsthal-Gesellschaft auraient expressément demandé aux participants d'apporter leur contribution sur d'autres aspects du texte. Helmstetter souligne également qu'une bonne partie des analyses sont axées sur une conception de l'œuvre en tant que document fondateur du modernisme, littéraire ou autre. Loin de permettre l'examen des relations complexes entre la représentation du langage et le langage de la représentation, les passages du texte de la lettre de Chandos sont, comme c'est souvent le cas en analyse littéraire, hâtivement associés à des détails concernant la vie de l'auteur.